# Список птахів Румунії
Це перелік видів птахів, зафіксованих на території Румунії. Авіфауна Румунії налічує загалом 407 видів, з яких 1 був інтродукований на території країни.

## Позначки
Наступні теги використані для виділення деяких категорій птахів.
- (А) Випадковий — вид, який рідко або випадково трапляється в Румунії
- (I) Інтродукований — вид, завезений до Румунії як наслідок, прямих чи непрямих людських дій
- (Ex) Локально вимерлий — вид, який більше не трапляється в Румунії, хоча його популяції існують в інших місцях

## Гусеподібні(Anseriformes)
Родина: Качкові (Anatidae)
- Гуска гірська, Anser indicus (A)
- Гуска сіра, Anser anser
- Гуска білолоба, Anser albifrons
- Гуска мала, Anser erythropus
- Гуменник великий, Anser fabalis
- Гуменник короткодзьобий, Anser brachyrhynchus (A)
- Казарка чорна, Branta bernicla (A)
- Казарка білощока, Branta leucopsis (A)
- Казарка червоновола, Branta ruficollis
- Лебідь-шипун, Cygnus olor
- Лебідь чорнодзьобий, Cygnus columbianus
- Лебідь-кликун, Cygnus cygnus
- Каргарка нільська, Alopochen aegyptiaca (I)
- Огар рудий, Tadorna ferruginea
- Галагаз звичайний, Tadorna tadorna
- Каролінка, Aix sponsa (I)
- Мандаринка, Aix galericulata (I)
- Чирянка велика, Spatula querquedula
- Широконіска північна, Spatula clypeata
- Нерозень, Mareca strepera
- Свищ євразійський,  Mareca penelope
- Крижень звичайний, Anas platyrhynchos
- Шилохвіст північний, Anas acuta
- Чирянка мала, Anas crecca
- Чирянка вузькодзьоба, Marmaronetta angustirostris (A)
- Чернь червонодзьоба, Netta rufina
- Попелюх звичайний, Aythya ferina
- Чернь білоока, Aythya nyroca
- Чернь чубата, Aythya fuligula
- Чернь морська, Aythya marila
- Пухівка зеленошия, Somateria mollissima (A)
- Турпан білокрилий, Melanitta fusca
- Синьга, Melanitta nigra (A)
- Морянка, Clangula hyemalis (A)
- Гоголь зеленоголовий, Bucephala clangula
- Крех малий, Mergellus albellus
- Крех великий, Mergus merganser
- Крех середній, Mergus serrator
- Савка білоголова, Oxyura leucocephala (A)

## Куроподібні(Galliformes)
Родина: Фазанові (Phasianidae)
- Орябок лісовий, Tetrastes bonasia
- Глушець білодзьобий, Tetrao urogallus
- Тетерук євразійський, Lyrurus tetrix
- Куріпка сіра, Perdix perdix
- Фазан звичайний, Phasianus colchicus (I)
- Перепілка звичайна, Coturnix coturnix
- Кеклик європейський, Alectoris graeca (Ex)

## Фламінгоподібні(Phoenicopteriformes)
Родина: Фламінгові (Phoenicopteridae)
- Фламінго рожевий, Phoenicopterus roseus (A)

## Пірникозоподібні(Podicipediformes)
Родина: Пірникозові (Podicipedidae)
- Пірникоза мала, Tachybaptus ruficollis
- Пірникоза червоношия, Podiceps auritus
- Пірникоза сірощока, Podiceps grisegena
- Пірникоза велика, Podiceps cristatus
- Пірникоза чорношия, Podiceps nigricollis

## Голубоподібні(Columbiformes)
Родина: Голубові (Columbidae)
- Голуб сизий, Columba livia
- Голуб-синяк, Columba oenas
- Припутень, Columba palumbus
- Горлиця звичайна, Streptopelia turtur
- Горлиця велика, Streptopelia orientalis (A)
- Горлиця садова, Streptopelia decaocto

## Рябкоподібні(Pterocliformes)
Родина: Рябкові (Pteroclidae)
- Саджа звичайна, Syrrhaptes paradoxus (A)

## Дрохвоподібні(Otidiformes)
Родина: Дрохвові (Otididae)
- Дрохва євразійська, Otis tarda
- Джек східний, Chlamydotis macqueenii (A)
- Хохітва, Tetrax tetrax (A)

## Зозулеподібні(Cuculiformes)
Родина: Зозулеві (Cuculidae)
- Зозуля чубата, Clamator glandarius (A)
- Зозуля звичайна, Cuculus canorus

## Дрімлюгоподібні(Caprimulgiformes)
Родина: Дрімлюгові (Caprimulgidae)
- Дрімлюга звичайний, Caprimulgus europaeus

## Серпокрильцеподібні(Apodiformes)
Родина: Серпокрильцеві (Apodidae)
- Серпокрилець білочеревий, Apus melba
- Серпокрилець чорний, Apus apus
- Серпокрилець блідий, Apus pallidus (A)

## Журавлеподібні(Gruiformes)
Родина: Пастушкові (Rallidae)
- Пастушок водяний, Rallus aquaticus
- Деркач лучний, Crex crex
- Погонич звичайний, Porzana porzana
- Курочка водяна, Gallinula chloropus
- Лиска звичайна, Fulica atra
- Погонич малий, Zapornia parva
- Погонич-крихітка, Zapornia pusilla (A)

Родина: Журавлеві (Gruidae)
- Журавель степовий, Anthropoides virgo (A)
- Журавель сірий, Grus grus

## Сивкоподібні(Charadriiformes)
Родина: Лежневі (Burhinidae)
- Лежень степовий, Burhinus oedicnemus

Родина: Чоботарові (Recurvirostridae)
- Кулик-довгоніг чорнокрилий, Himantopus himantopus
- Чоботар синьоногий, Recurvirostra avosetta

Родина: Куликосорокові (Haematopodidae)
- Кулик-сорока євразійський, Haematopus ostralegus

Родина: Сивкові (Charadriidae)
- Сивка морська, Pluvialis squatarola
- Сивка звичайна, Pluvialis apricaria
- Сивка бурокрила, Pluvialis fulva (A)
- Чайка чубата, Vanellus vanellus
- Чайка шпорова, Vanellus spinosus (A)
- Чайка степова, Vanellus gregarius (A)
- Чайка білохвоста, Vanellus leucurus (A)
- Пісочник товстодзьобий, Charadrius leschenaultii (A)
- Пісочник морський, Charadrius alexandrinus
- Пісочник великий, Charadrius hiaticula (A)
- Пісочник малий, Charadrius dubius
- Хрустан євразійський, Charadrius morinellus (A)

Родина: Баранцеві (Scolopacidae)
- Кульон середній, Numenius phaeopus
- Кульон тонкодзьобий, Numenius tenuirostris (A)
- Кульон великий, Numenius arquata
- Грицик малий, Limosa lapponica (A)
- Грицик великий, Limosa limosa
- Крем'яшник звичайний, Arenaria interpres
- Побережник ісландський, Calidris canutus
- Брижач, Calidris pugnax
- Побережник болотяний, Calidris falcinellus (A)
- Побережник червоногрудий, Calidris ferruginea
- Побережник білохвостий, Calidris temminckii
- Побережник білий, Calidris alba
- Побережник чорногрудий, Calidris alpina
- Побережник малий, Calidris minuta
- Жовтоволик, Calidris subruficollis (A)
- Побережник арктичний, Calidris melanotos (A)
- Баранець малий, Lymnocryptes minimus (A)
- Слуква лісова, Scolopax rusticola
- Баранець великий, Gallinago media (A)
- Баранець звичайний, Gallinago gallinago
- Мородунка, Xenus cinereus (A)
- Плавунець довгодзьобий, Phalaropus tricolor (A)
- Плавунець круглодзьобий, Phalaropus lobatus
- Плавунець плоскодзьобий, Phalaropus fulicarius (A)
- Набережник палеарктичний, Actitis hypoleucos
- Коловодник лісовий, Tringa ochropus
- Коловодник чорний, Tringa erythropus
- Коловодник великий, Tringa nebularia
- Коловодник ставковий, Tringa stagnatilis
- Коловодник болотяний, Tringa glareola
- Коловодник звичайний, Tringa totanus

Родина: Дерихвостові (Glareolidae)
- Дерихвіст лучний, Glareola pratincola
- Дерихвіст степовий, Glareola nordmanni (A)

Родина: Поморникові (Stercorariidae)
- Поморник середній, Stercorarius pomarinus
- Поморник короткохвостий, Stercorarius parasiticus
- Поморник довгохвостий, Stercorarius longicaudus (A)

Родина: Алькові (Alcidae)
- Пижик охотський, Brachyramphus perdix (A)

Родина: Мартинові (Laridae)
- Мартин трипалий, Rissa tridactyla (A)
- Мартин вилохвостий, Xema sabini (A)
- Мартин тонкодзьобий, Chroicocephalus genei (A)
- Мартин звичайний, Chroicocephalus ridibundus
- Мартин малий, Hydrocoloeus minutus
- Мартин ставковий, Leucophaeus pipixcan (A)
- Мартин середземноморський, Ichthyaetus melanocephalus
- Мартин каспійський, Ichthyaetus ichthyaetus (A)
- Мартин сизий, Larus canus
- Мартин делаверський, Larus delawarensis (A)
- Мартин сріблястий, Larus argentatus (A)
- Larus michahellis
- Мартин жовтоногий, Larus cachinnans
- Мартин севанський, Larus armenicus (A)
- Мартин гренландський, Larus glaucoides (A)
- Мартин чорнокрилий, Larus fuscus
- Мартин полярний, Larus hyperboreus (A)
- Мартин морський, Larus marinus (A)
- Крячок малий, Sternula albifrons
- Крячок чорнодзьобий, Gelochelidon nilotica
- Крячок каспійський, Hydroprogne caspia
- Крячок чорний, Chlidonias niger
- Крячок білокрилий, Chlidonias leucopterus
- Крячок білощокий, Chlidonias hybrida
- Крячок річковий, Sterna hirundo
- Крячок полярний, Sterna paradisaea (A)
- Крячок рябодзьобий, Thalasseus sandvicensis

## Гагароподібні(Gaviiformes)
Родина: Гагарові (Gaviidae)
- Гагара червоношия, Gavia stellata
- Гагара чорношия, Gavia arctica
- Гагара полярна, Gavia immer (A)
- Гагара білодзьоба, Gavia adamsii (A)

## Буревісникоподібні(Procellariiformes)
Родина: Буревісникові (Procellariidae)
- Буревісник східний, Puffinus yelkouan (A)

## Лелекоподібні(Ciconiiformes)
Родина: Лелекові (Ciconiidae)
- Лелека чорний, Ciconia nigra
- Лелека білий, Ciconia ciconia

## Сулоподібні(Suliformes)
Родина: Бакланові (Phalacrocoracidae)
- Баклан малий, Microcarbo pygmaeus
- Баклан великий, Phalacrocorax carbo
- Баклан чубатий, Gulosus aristotelis (A)

## Пеліканоподібні(Pelecaniformes)
Родина: Пеліканові (Pelecanidae)
- Пелікан рожевий, Pelecanus onocrotalus
- Пелікан кучерявий, Pelecanus crispus

Родина: Чаплеві (Ardeidae)
- Бугай водяний, Botaurus stellaris
- Бугайчик звичайний, Ixobrychus minutus
- Чапля сіра, Ardea cinerea
- Чапля руда, Ardea purpurea
- Чепура велика, Ardea alba
- Чепура мала, Egretta garzetta
- Чапля єгипетська, Bubulcus ibis
- Чапля жовта, Ardeola ralloides
- Квак звичайний, Nycticorax nycticorax

Родина: Ібісові (Threskiornithidae)
- Коровайка бура, Plegadis falcinellus
- Ібіс священний, Threskiornis aethiopicus (A)
- Косар білий, Platalea leucorodia

## Яструбоподібні(Accipitriformes)
Родина: Скопові (Pandionidae)
- Скопа, Pandion haliaetus

Родина: Яструбові (Accipitridae)
- Ягнятник, Gypaetus barbatus (A)
- Стерв'ятник, Neophron percnopterus (A)
- Осоїд євразійський, Pernis apivorus
- Гриф чорний, Aegypius monachus (A)
- Сип білоголовий, Gyps fulvus (A)
- Змієїд блакитноногий, Circaetus gallicus
- Підорлик малий, Clanga pomarina
- Підорлик великий, Clanga clanga (A)
- Орел-карлик, Hieraaetus pennatus
- Орел степовий, Aquila nipalensis
- Могильник східний, Aquila heliaca
- Беркут, Aquila chrysaetos
- Орел-карлик яструбиний, Aquila fasciata (A)
- Лунь очеретяний, Circus aeruginosus
- Лунь польовий, Circus cyaneus
- Лунь степовий, Circus macrourus
- Лунь лучний, Circus pygargus
- Яструб коротконогий, Accipiter brevipes
- Яструб малий, Accipiter nisus
- Яструб великий, Accipiter gentilis
- Шуліка рудий, Milvus milvus
- Шуліка чорний, Milvus migrans
- Орлан-білохвіст, Haliaeetus albicilla
- Зимняк, Buteo lagopus
- Канюк звичайний, Buteo buteo
- Канюк степовий, Buteo rufinus

## Совоподібні(Strigiformes)
Родина: Сипухові (Tytonidae)
- Сипуха крапчаста, Tyto alba

Родина: Совові (Strigidae)
- Сплюшка євразійська, Otus scops
- Пугач палеарктичний, Bubo bubo
- Сова яструбина, Surnia ulula (A)
- Сичик-горобець євразійський, Glaucidium passerinum
- Сич хатній, Athene noctua
- Сова сіра, Strix aluco
- Сова довгохвоста, Strix uralensis
- Сова вухата, Asio otus
- Сова болотяна, Asio flammeus
- Сич волохатий, Aegolius funereus

## Bucerotiformes
Родина: Одудові (Upupidae)
- Одуд, Upupa epops

## Сиворакшоподібні(Coraciiformes)
Родина: Рибалочкові (Alcedinidae)
- Рибалочка блакитний, Alcedo atthis

Родина: Бджолоїдкові (Meropidae)
- Бджолоїдка звичайна, Merops apiaster

Родина: Сиворакшові (Coraciidae)
- Сиворакша євразійська, Coracias garrulus

## Дятлоподібні(Piciformes)
Родина: Дятлові (Picidae)
- Крутиголовка звичайна, Jynx torquilla
- Дятел трипалий, Picoides tridactylus
- Дятел середній, Dendrocoptes medius
- Дятел білоспинний, Dendrocopos leucotos
- Дятел звичайний, Dendrocopos major
- Дятел сирійський, Dendrocopos syriacus
- Дятел малий, Dryobates minor
- Жовна сива, Picus canus
- Жовна зелена, Picus viridis
- Жовна чорна, Dryocopus martius

## Соколоподібні(Falconiformes)
Родина: Соколові (Falconidae)
- Боривітер степовий, Falco naumanni (A)
- Боривітер звичайний, Falco tinnunculus
- Кібчик червононогий, Falco vespertinus
- Кібчик амурський, Falco amurensis (A)
- Підсоколик Елеонори, Falco eleonorae (A)
- Підсоколик малий, Falco columbarius
- Підсоколик великий, Falco subbuteo
- Ланер, Falco biarmicus (A)
- Балабан, Falco cherrug
- Сапсан, Falco peregrinus

## Папугоподібні(Psittaciformes)
Родина: Psittaculidae
- Папуга Крамера, Psittacula krameri (A)

## Горобцеподібні(Passeriformes)
Родина: Вивільгові (Oriolidae)
- Вивільга звичайна, Oriolus oriolus

Родина: Сорокопудові (Laniidae)
- Сорокопуд терновий, Lanius collurio
- Сорокопуд рудохвостий, Lanius isabellinus (A)
- Сорокопуд сірий, Lanius excubitor
- Сорокопуд чорнолобий, Lanius minor
- Сорокопуд білолобий, Lanius nubicus (A)
- Сорокопуд червоноголовий, Lanius senator

Родина: Воронові (Corvidae)
- Сойка звичайна, Garrulus glandarius
- Сорока звичайна, Pica pica
- Горіхівка крапчаста, Nucifraga caryocatactes
- Галка звичайна, Corvus monedula
- Грак, Corvus frugilegus
- Ворона чорна, Corvus corone (A)
- Ворона сіра, Corvus cornix
- Крук звичайний, Corvus corax

Родина: Синицеві (Paridae)
- Синиця чорна, Periparus ater
- Синиця чубата, Lophophanes cristatus
- Гаїчка середземноморська, Poecile lugubris
- Гаїчка болотяна, Poecile palustris
- Гаїчка-пухляк, Poecile montana
- Синиця блакитна, Cyanistes caeruleus
- Синиця велика, Parus major

Родина: Ремезові (Remizidae)
- Ремез звичайний, Remiz pendulinus

Родина: Жайворонкові (Alaudidae)
- Жайворонок рогатий, Eremophila alpestris
- Жайворонок малий, Calandrella brachydactyla
- Жайворонок степовий, Melanocorypha calandra
- Жайворонок сірий, Alaudala rufescens (A)
- Жайворонок лісовий, Lullula arborea
- Жайворонок білокрилий, Alauda leucoptera (A)
- Жайворонок польовий, Alauda arvensis
- Посмітюха звичайна, Galerida cristata

Родина: Panuridae
- Синиця вусата, Panurus biarmicus

Родина: Тамікові (Cisticolidae)
- Таміка віялохвоста, Cisticola juncidis

Родина: Очеретянкові (Acrocephalidae)
- Берестянка бліда, Iduna pallida
- Берестянка оливкова, Hippolais olivetorum (A)
- Берестянка звичайна, Hippolais icterina
- Очеретянка тонкодзьоба, Acrocephalus melanopogon
- Очеретянка лучна, Acrocephalus schoenobaenus
- Очеретянка індійська, Acrocephalus agricola
- Очеретянка садова, Acrocephalus dumetorum (A)
- Очеретянка чагарникова, Acrocephalus palustris
- Очеретянка ставкова, Acrocephalus scirpaceus
- Очеретянка велика, Acrocephalus arundinaceus

Родина: Кобилочкові (Locustellidae)
- Кобилочка співоча, Helopsaltes certhiola (A)
- Кобилочка річкова, Locustella fluviatilis
- Кобилочка солов'їна, Locustella luscinioides
- Кобилочка-цвіркун, Locustella naevia

Родина: Ластівкові (Hirundinidae)
- Ластівка берегова, Riparia riparia
- Ластівка скельна, Ptyonoprogne rupestris
- Ластівка сільська, Hirundo rustica
- Ластівка даурська, Cecropis daurica
- Ластівка міська, Delichon urbicum

Родина: Вівчарикові (Phylloscopidae)
- Вівчарик жовтобровий, Phylloscopus sibilatrix
- Вівчарик світлочеревий, Phylloscopus bonelli (A)
- Вівчарик золотогузий, Phylloscopus orientalis (A)
- Вівчарик лісовий, Phylloscopus inornatus (A)
- Вівчарик алтайський, Phylloscopus humei (A)
- Вівчарик золотомушковий, Phylloscopus proregulus (A)
- Вівчарик бурий, Phylloscopus fuscatus (A)
- Вівчарик весняний, Phylloscopus trochilus
- Вівчарик-ковалик, Phylloscopus collybita
- Вівчарик жовточеревий, Phylloscopus nitidus (A)
- Вівчарик зелений, Phylloscopus trochiloides (A)

Родина: Cettiidae
- Очеретянка середземноморська, Cettia cetti

Родина: Ополовникові (Aegithalidae)
- Синиця довгохвоста, Aegithalos caudatus

Родина: Кропив'янкові (Sylviidae)
- Кропив'янка чорноголова, Sylvia atricapilla
- Кропив'янка садова, Sylvia borin
- Кропив'янка рябогруда, Curruca nisoria
- Кропив'янка прудка, Curruca curruca
- Кропив'янка товстодзьоба, Curruca crassirostris (A)
- Кропив'янка пустельна, Curruca nana (A)
- Кропив'янка Рюпеля, Curruca ruppeli (A)
- Кропив'янка середземноморська, Curruca melanocephala (A)
- Кропив'янка червоновола, Curruca cantillans (A)
- Кропив'янка сіра, Curruca communis

Родина: Золотомушкові (Regulidae)
- Золотомушка жовточуба, Regulus regulus
- Золотомушка червоночуба, Regulus ignicapillus

Родина: Стінолазові (Tichodromidae)
- Стінолаз, Tichodroma muraria

Родина: Повзикові (Sittidae)
- Повзик звичайний, Sitta europaea

Родина: Підкоришникові (Certhiidae)
- Підкоришник звичайний, Certhia familiaris
- Підкоришник короткопалий, Certhia brachydactyla

Родина: Воловоочкові (Troglodytidae)
- Волове очко, Troglodytes troglodytes

Родина: Пронуркові (Cinclidae)
- Пронурок біловолий, Cinclus cinclus

Родина: Шпакові (Sturnidae)
- Шпак звичайний, Sturnus vulgaris
- Шпак рожевий, Pastor roseus

Родина: Дроздові (Turdidae)
- Дрізд-омелюх, Turdus viscivorus
- Дрізд співочий, Turdus philomelos
- Дрізд білобровий, Turdus iliacus (A)
- Дрізд чорний, Turdus merula
- Чикотень, Turdus pilaris
- Дрізд гірський, Turdus torquatus'

Родина: Мухоловкові (Muscicapidae)
- Мухоловка сіра, Muscicapa striata
- Соловейко рудохвостий, Cercotrichas galactotes (A)
- Вільшанка, Erithacus rubecula
- Соловейко східний, Luscinia luscinia
- Соловейко західний, Luscinia megarhynchos
- Синьошийка, Luscinia svecica
- Синьохвіст тайговий, Tarsiger cyanurus (A)
- Мухоловка північна, Ficedula albicilla (A)
- Мухоловка мала, Ficedula parva
- Мухоловка кавказька, Ficedula semitorquata (A)
- Мухоловка строката, Ficedula hypoleuca
- Мухоловка білошия, Ficedula albicollis
- Горихвістка звичайна, Phoenicurus phoenicurus
- Горихвістка чорна, Phoenicurus ochruros
- Скеляр строкатий, Monticola saxatilis
- Скеляр синій, Monticola solitarius (A)
- Трав'янка лучна, Saxicola rubetra
- Трав'янка європейська, Saxicola rubicola
- Saxicola maurus (A)
- Кам'янка звичайна, Oenanthe oenanthe
- Кам'янка попеляста, Oenanthe isabellina
- Кам'янка пустельна, Oenanthe deserti (A)
- Кам'янка строката, Oenanthe melanoleuca (A)
- Кам'янка лиса, Oenanthe pleschanka

Родина: Омелюхові (Bombycillidae)
- Омелюх звичайний, Bombycilla garrulus (A)

Родина: Тинівкові (Prunellidae)
- Тинівка альпійська, Prunella collaris
- Тинівка сибірська, Prunella montanella (A)
- Тинівка лісова, Prunella modularis

Родина: Горобцеві (Passeridae)
- Горобець хатній, Passer domesticus
- Горобець чорногрудий, Passer hispaniolensis
- Горобець польовий, Passer montanus

Родина: Плискові (Motacillidae)
- Плиска гірська, Motacilla cinerea
- Плиска жовта, Motacilla flava
- Плиска жовтоголова, Motacilla citreola (A)
- Плиска біла, Motacilla alba
- Щеврик азійський, Anthus richardi (A)
- Щеврик польовий, Anthus campestris
- Щеврик лучний, Anthus pratensis
- Щеврик лісовий, Anthus trivialis
- Щеврик червоногрудий, Anthus cervinus
- Щеврик гірський, Anthus spinoletta
- Щеврик острівний, Anthus petrosus (A)

Родина: В'юркові (Fringillidae)
- Зяблик звичайний, Fringilla coelebs
- В'юрок, Fringilla montifringilla
- Костогриз звичайний, Coccothraustes coccothraustes
- Чечевиця євразійська, Carpodacus erythrinus
- Снігур звичайний, Pyrrhula pyrrhula
- Bucanetes githagineus (A)
- Зеленяк звичайний, Chloris chloris
- Чечітка гірська, Linaria flavirostris (A)
- Коноплянка, Linaria cannabina
- Чечітка звичайна, Acanthis flammea (A)
- Чечітка мала, Acanthis cabaret (A)
- Чечітка біла, Acanthis hornemanni (A)
- Шишкар сосновий, Loxia pytyopsittacus (A)
- Шишкар ялиновий, Loxia curvirostra
- Щиглик звичайний, Carduelis carduelis
- Щедрик європейський, Serinus serinus
- Чиж лісовий, Spinus spinus

Родина: Calcariidae
- Подорожник лапландський, Calcarius lapponicus (A)
- Пуночка снігова, Plectrophenax nivalis (A)

Родина: Вівсянкові (Emberizidae)
- Вівсянка чорноголова, Emberiza melanocephala
- Просянка, Emberiza calandra
- Вівсянка гірська, Emberiza cia
- Вівсянка городня, Emberiza cirlus
- Вівсянка звичайна, Emberiza citrinella
- Вівсянка білоголова, Emberiza leucocephalos (A)
- Вівсянка садова, Emberiza hortulana
- Вівсянка сивоголова, Emberiza caesia (A)
- Вівсянка очеретяна, Emberiza schoeniclus
- Вівсянка-крихітка, Emberiza pusilla (A)
- Вівсянка-ремез, Emberiza rustica (A)